# Giorgio di Sofia il Nuovo
Giorgio di Sofia il Nuovo (in bulgaro Георги Софийски Нови?, noto anche come Giorgio di Sofia e di Kratovo in bulgaro Георги Софийски и Кратовски?; Kratovo, 1496 o 1497 – Sofia, 11 febbraio 1515) fu un nuovo martire bulgaro, uno dei nove santi di Sofia, la capitale della Bulgaria.

## Biografia
La principale fonte sulla sua vita è la biografia composta dal sacerdote Pejo di Sofia, suo contemporaneo e testimone diretto degli eventi.
Giorgio nacque nel 1496 o 1497 a Kratovo, allora parte dell'Impero ottomano, e si dedicò all'oreficeria. Proveniente da una famiglia benestante, rimase orfano in giovane età e si trasferì a Sofia per lavoro. Lì trovò ospitalità presso il sacerdote Pejo, continuando a esercitare il suo mestiere.
Secondo la tradizione agiografica, Giorgio era molto bello, circostanza che avree attirato l'attenzione di alcuni musulmani locali, i quali tentarono di convertirlo all'Islam. Un cittadino turco, presentatosi come cliente, avviò con lui un dialogo su questioni religiose. Il giovane orafo si distinse per la sua eloquenza, suscitando la reazione del suo interlocutore, che riferì ai suoi superiori di ritenere Giorgio una minaccia per l'Islam. Il giovane fu convocato dal giudice, che lo coinvolse in una nuova disputa teologica. Le risposte di Giorgio, a difesa della fede cristiana, provocarono la reazione ostile dei presenti. Su insistenza degli astanti, fu arrestato e imprigionato. 
Durante la detenzione, fu sottoposto a torture e ricevette incoraggiamenti spirituali dal sacerdote Pejo. Giorgio fu infine giustiziato mediante rogo l’11 febbraio 1515, in pubblico.
Secondo il racconto agiografico, il corpo del martire sarebbe rimasto intatto dopo l’esecuzione. Nella stessa notte, alcuni cristiani devoti lo recuperarono e lo seppellirono nella chiesa metropolitana di Santa Marina, situata nel cortile dell’attuale metropolia di Sofia, con il consenso del giudice. In seguito, le reliquie furono trasferite all’interno della chiesa per la venerazione pubblica. Giorgio fu canonizzato poco dopo, e la Chiesa ortodossa bulgara lo commemora ogni anno l’11 febbraio.
Durante il periodo del dominio ottomano, il suo culto fu mantenuto principalmente grazie alla tradizione orale, ai testi liturgici, tra cui i prologhi e minei russi. Il culto ricevette nuovo impulso nel 1855, quando Nikola Karastojanov pubblicò a Samokov l'opuscolo Servizio con la vita e la passione del santo grande martire Giorgio il Nuovo.
Giorgio di Sofia il Nuovo è rappresentato in numerose opere d’arte sacra. La prima raffigurazione considerata attendibile risale al 1536, realizzata a Molivoklisia, uno skita del Monastero di Hilandar sul Monte Athos, da un anonimo pittore bulgaro, con iscrizione in cirillico.
Nel 1865 fu edificata una cappella a lui dedicata nel villaggio di Samundjievo (oggi Botevgrad). Attualmente, una parte delle sue reliquie è conservata nel monastero di Dragalevci, vicino a Sofia, e un’altra nel monastero di Rila.